# Taciano Gomes de Melo
Taciano Gomes de Mello (Capela, 12 de janeiro de 1904 — Brasília, 4 de julho de 1986) foi um médico, agropecuarista e político brasileiro.

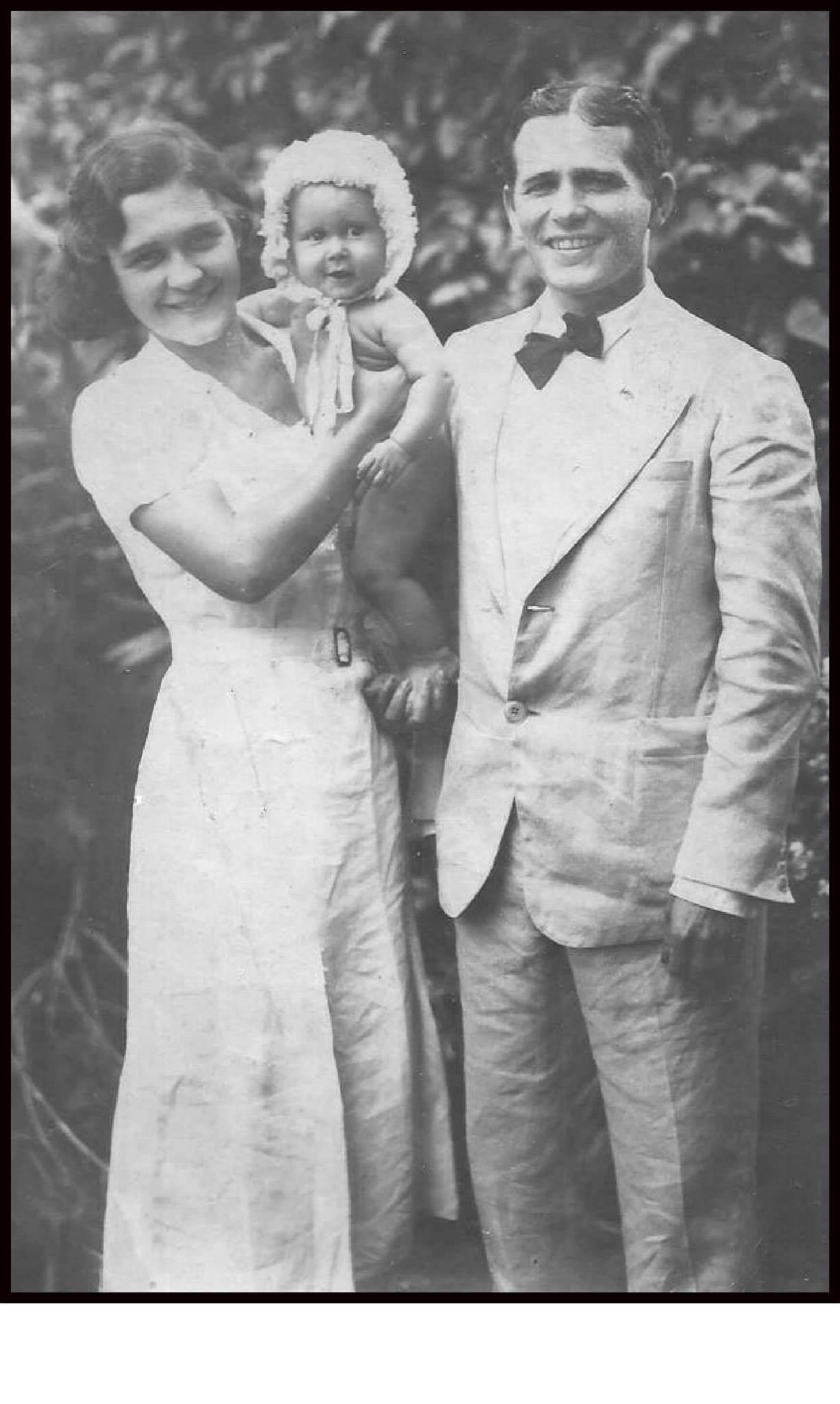
Maria Luíza, Taciano Júnior e Dr. Taciano Gomes de Mello, respectivamente.

## Biografia
Produtor Rural na região sul de Goiás, foi Governador interino de Goiás de 27 de setembro a 20 de outubro de 1935.
No congresso, foi Senador pelo estado de Goiás, renunciando para que o ex-presidente Juscelino Kubitschek se candidatasse ao cargo e deputado federal (1955 -1959). 
Também foi deputado estadual Constituinte na Legislatura 1947-1951 e presidente da Assembléia Legislativa de Goiás na transferência da capital da Cidade de Goiás para Goiânia durante a Constituinte de 22 de março a 20 de julho de 1947. Serviu na legislatura constituinte de 1935.
Por três vezes foi prefeito de Pires do Rio (1936-1941, 1941-1945 e 1951-1954). e Ministro da turma inaugural do Tribunal de Contas do Distrito Federal, 1960-1969, aposentado em 30 de abril de 1969, pelo Presidente da República, marechal Costa e Silva, com base no AI-5, tendo na mesma data suspensos seus direitos políticos por 10 anos.

## Homenagens
Pela dedicação de homem público do estado de Goiás, em 2008 foi homenageado, dando nome ao Viaduto Senador Taciano Gomes de Mello, localizado no Km 617 da rodovia BR-153, no Município de Morrinhos.